# Академвидав
Видавництво «Академвидав» — українське книжкове видавництво, створене у 2002 р. Видає підручники, навчальні посібники для студентів, учнів загальноосвітніх шкіл, а також наукову, довідково-енциклопедичні книги. Основні дисципліни — літературознавство, мовознавство, філософія, логіка, етика, релігієзнавство, політологія, психологія, соціологія, історія, педагогіка, ділові комунікації, економіка, менеджмент, географія, екологія, математика та ін. Директор видавництва — Теремко Василь Іванович.

Більшість видань видавництва «Академвидав» є спільними проектами з Видавничим центром «Академія».

## Серії
«Альма-матер» – підручники, навчальні посібники для студентів вищих навчальних закладів.

«Тести» – видання для школярів та абітурієнтів.

«Монограф» – видання зі сміливим, комплексним, контраверсійним осмисленням проблем, актуальних для інтелектуального дискурсу.

«Енциклопедії ерудитів» – аналітичні, оригінальні, комплексні енциклопедії, що відображають сучасний рівень розвитку науки.

«Nota bene» – словники та довідники.

«САМ!» – посібники для самостійної роботи студента, створені відповідно до вимог Болонського процесу.

## Відзнаки та нагороди
За успіхи у видавничій справі видавництво «Академвидав» отримало численні нагороди: Диплом за участь у Другій Київській міжнародній книжковій виставці-ярмарку 2006, Диплом міжрегіональної спеціалізованої виставки-ярмарку «Книжковий салон 2004», відзнаку Форуму видавців у Львові (2006) за високопрофесійне створення книжкової бази вищої школи в Україні, Диплом Дніпропетровського книжкового ярмарку (2004) за широкий асортимент та високу якість книжкової продукції та ін.